# Chris Canty (giocatore di football americano 1982)
Christopher Lee Canty (The Bronx, 10 novembre 1982) è un ex giocatore di football americano statunitense che ha militato nel ruolo di defensive tackle nella National Football League (NFL).
Fu scelto nel corso del quarto giro (132º assoluto) del Draft NFL 2005 dai Dallas Cowboys. Al college ha giocato a football all'Università della Virginia.

## Carriera professionistica

### Dallas Cowboys
Canty fu scelto nel corso del quarto giro (132º assoluto) del Draft 2005 dai Dallas Cowboys. Pronosticato come una potenziale scelta del primo giro all'inizio del suo ultimo anno al college, Canty scese nel quarto giro a causa di un infortunio al ginocchio oltre a un distacco della retina nel suo occhio sinistro, sofferta nella primavera precedente al draft. La cessione di una scelta del quinto giro del draft 2005 e una del quarto giro del 2006 ai Philadelphia Eagles in cambio della loro scelta del quarto giro, permisero ai Cowboys di scegliere Canty. Il giocatore firmò un contratto triennale del valore di 1,3 milioni di dollari con la franchigia.
Dopo aver lavorato nel corso della primavera e dell'estate per riabilitare il ginocchio e la retina danneggiata, Canty fu in grado di tornare ad allenarsi una settimana dopo l'inizio del training camp. Nella sua stagione da rookie, Chris divise il ruolo di defensive end di destra con Greg Ellis, guidando tutti gli uomini della linea difensiva con 43 tackle. Inoltre, egli si classificò al secondo posto nella squadra con 5 tackle dietro la linea di scrimmage e al quarto posto con 2,5 sack.
In quanto rookie, Canty fu membro del Cowboys Rookie Club 2005, un programma introdotto per inserire i giocatori al primo professionistico in programmi di aiutò alla comunità dell'area di Dallas in collaborazione con l'Esercito della Salvezza, il Children's Medical Center e Meals on Wheels. Inoltre partecipò all'evento Stars of Texas Racing Against the Odds 2006 tenuto dal giornalista località e personaggio delle radio Randy Galloway che raccolse oltre 300.000 in favore dell'American Diabetes Association.
Nek 2006, Canty si guadagnò il ruolo di defensive end titolare giocando dal primo minuto tutte le 16 partite di stagione regolare e l'unica gara di playoff dei Cowboys. La sua stagione si chiuse con 33 tackle e 1,0 sack.
Nel 2007, Chris giocò nuovamente come titolare tutte le gare stagionali e anche nella sconfitta dei Cowboys nei playoff. Nella stagione regolare totalizzò 43 tackle, 3,5 sack e due passaggi deviati.
L'11 giugno 2008, Canty firmò un prolungamento contrattuale annuale del valore di 2,017 milioni di dollari per rimanere nel Texas. Nel corso dell'annata 2008, il giocatore mise a segno 3 sack, 5 passaggi deviati e 37 tackle.

### New York Giants
Il 1º marzo 2009, Canty firmò un contratto per trasferirsi ai New York Giants: l'accordo, della durata di 6 anni, fu del valore complessivo di 42 milioni di dollari, 17,25 milioni dei quali garantiti. Dopo quattro stagioni in cui non aveva mancato nemmeno una gara, Canty nel 2009 giocò solo 8 partite, 4 come titolare, in cui totalizzò i minimi in carriera di tackle (13) e sack (0,5).
Nella stagione 2010, Chris tornò a disputare tutte le 16 gare stagionali come titolare, chiudendo con 38 tackle e 1,5.
Nel 2011, giocando nuovamente ogni partita dall'inizio, Canty chiuse la stagione con i record in carriera di tackle (47) e sack (4,0). I Giants conclusero la stagione con un record di 9-7, qualificandosi per un soffio ai playoff grazie alla vittoria decisiva sui Cowboys. Nella off-season, essi eliminarono nell'ordine gli Atlanta Falcons, i favoritissimi e campioni in carica Green Bay Packers e nella finale della NFC i San Francisco 49ers. Il 5 febbraio 2012, Canty partì come titolare nel Super Bowl XLVI, vinto contro i New England Patriots 21-17, laureandosi per la prima volta campione NFL.
Dopo una stagione 2012 in cui Canty mise a segno 20 tackle e 3 sack, il 6 febbraio 2013 fu svincolato dai Giants.

### Baltimore Ravens
Il 12 marzo 2013, Canty firmò un contratto triennale coi Baltimore Ravens. Nella prima gara con la nuova maglia, Canty mise a segno un sack su Peyton Manning nella settimana 1. La sua stagione si chiuse con 30 tackle e 2 sack disputando 15 partite, di cui 13 come titolare.
Il 27 febbraio 2015, Canty fu svincolato ma il 18 marzo firmò un nuovo contratto annuale coi Ravens.

## Palmarès
- Super Bowl : 1

New York Giants: Super Bowl XLVI
- National Football Conference Championship: 1

New York Giants: 2011